# Der Vogelmann
Der Vogelmann ist ein Thriller der Jack-Caffery-Serie, verfasst von der britischen Schriftstellerin Mo Hayder. Das Original erschien im Jahr 1999 unter dem Titel Birdman und die deutsche Ausgabe im Jahr 2000 im Goldmann-Verlag.

## Klappentext
Als Detective Inspector Jack Caffery nach durchzechter Nacht seinen Rausch ausschlafen will, klingelt das Telefon: Auf einem Brachgelände in der Nähe der Themse wurden die Leichen von fünf Frauen gefunden. Die Obduktion ergibt, dass Caffery und seine Kollegen es mit einem Serienkiller zu tun haben, den sie den „Vogelmann“ nennen. Vier der fünf Opfer, so zeigen erste Ermittlungen, waren drogenabhängige Prostituierte, die niemand vermisste.

## Inhalt
An einem Frühlingstag, Ende Mai 2000, werden bei Bauarbeiten auf einem Ödland in der Nähe des Millennium Domes am Themseufer im Londoner Stadtteil North Greenwich, fünf verstümmelte Frauenleichen aufgefunden. Am Anfang ist es nur eine Tote, deren Gesicht von einem Bulldozer bei den Abrissarbeiten schwer beschädigt wird. Die anderen vier werden mithilfe eines Bodensonars aufgespürt. Zunächst ist die Identität der Leichen noch ungeklärt und sie werden daher durchnummeriert. Nummer eins ist anhand einer Knochenuntersuchung noch minderjährig. Nummer fünf befindet sich im schlimmsten Zustand, da sie starke Kopfverletzungen durch das Baufahrzeug davon trägt. Nummer vier zeichnet sich durch eine Bugs-Bunny-Tätowierung aus. Alle tragen auffallend starkes Make-up, die Spuren von Fesselungen und ihre Brüste wurden verstümmelt, beziehungsweise abgetrennt. In den Haaren finden sich Spuren von Zementstaub. Außerdem schlussfolgern die Ermittler, dass nur ein Opfer um sein Leben gekämpft hat. Die anderen nicht. Der Tod trat vermutlich durch eine Überdosis Heroin ein, die den Mädchen durch eine Injektion in den Nacken verabreicht wurde. Sie waren anscheinend sediert.
Die Leichen werden vom Pathologen Harsha Krishnamurthi seziert. Anhand der Insektenaktivität in den verwesenden Leichen versucht er den Zeitpunkt des Todes zu ermitteln. Aufgrund der mysteriösen Todesumstände, dass im Brustkorb der Leichen ein Vogel gefunden wird, gibt die Presse ihm den Namen „Vogelmann“. Es muss sich beim Täter allen Anschein nach, um einen nekrophilen und psychisch schwer kranken Menschen handeln, der imstande ist, solche Taten zu begehen. Alles deutet auf die Tat eines sexuellen Serientäters hin. Offensichtlich hat seine Störung bereits ein Stadium erreicht, die ihn immer weitermachen lässt. Die Polizei findet heraus, dass der Täter seinen Opfern eine blonde Perücke auf den Kopf genäht hatte. Eine Perücke, die Ähnlichkeit mit der zeigt, welche der Schauspieler Michael Caine in seiner Rolle als transsexueller Psychiater Dr. Robert Elliott in dem Psychothriller Dressed to Kill trug. Endlich kann Nummer fünf identifiziert werden. Ihr Name ist Shellene Craw und führt auf die Spur eines gewissen Jerry Henry, genannt „Gemini“, ein „Möchtegern-Yardie“ karibischer Abstammung, von dem Detective Diamond annimmt, er sei ihr Zuhälter und Dealer gewesen und damit der Hauptverdächtige. „Gemini“ arbeitet für einen unbekannten Auftraggeber und fährt Prostituierte für bestimmte Partys zur eleganten Adresse Crooms Hill, die sich im Villenviertel von Greenwich befindet. Nach und nach erfährt die Polizei, bis auf eine, auch die Namen der anderen vier Mädchen. Es handelt sich bei den Opfern Kayleigh Hatch, Petra Spacek, Michelle Wilcox und Shellene Craw (Nummer fünf) um drogenabhängige Stripperinnen oder Prostituierte, die zusammen in dem heruntergekommenen Pub „Dog and Bell“ arbeiteten. Ermittlungen und Verhöre in der Szene führen nicht zum gewünschten Erfolg, da niemand etwas Verdächtiges bemerkt haben will. Das Interesse an einer Aufklärung von Triebmorden an rauschgiftsüchtigen Prostituierten ist relativ gering.
Doch mittlerweile ist auch die Presse über die Mordserie informiert. Die Boulevardzeitung The Sun liefert die Schlagzeile “Wie konnte das wieder passieren?” und Fotos der Opfer. Parallelen zum Fall Fred West werden angestellt. Einige halten den „Millennium-Ripper“, wie er teilweise genannt wird, auch für einen Nachahmungstäter des berüchtigten “Jack the Ripper”. Mit den Ermittlungen dieser Mordserie wird eine Polizei-Spezialeinheit der AMPI (Area Major Incident Pool) um Detective Inspector Jack Caffery und Detective Superintendent Maddox beauftragt. Caffery verfolgt eine Spur in das Londoner Stadtviertel Greenwich, wo er Bekanntschaft mit der Prostituierten Joni Marsh und der Kunstmalerin Rebecca macht, die sich beide eine gemeinschaftliche Wohnung teilen. Rebecca, genannt Becky, hat früher ebenfalls einmal im Milieu gearbeitet. Die Ermittlungen des AMPI-Teams werden von internen Kompetenzrangeleien beeinträchtigt, welche die Polizeiarbeit zusätzlich erschweren. Hinweise führen auf die Spur von Toby Harteveld, welcher sich als dringend Tatverdächtiger entpuppt. Toby, der einzige Sohn von Henrick und Lucilla Harteveld, litt bereits in seiner Jugend unter sexuellen Wahnvorstellungen, die er erst als Erwachsener und wohlhabender „Lebemann“ nach dem Tod seiner dominanten und gewalttätigen Mutter in die Tat umsetzen kann. Er wächst zwar wohlbehütet in einem vornehmen Haushalt auf, erleidet aber traumatische Erlebnisse, die seine spätere Abnormität beherrschte. Aufgrund der verachtenden Beherrschung durch seine Mutter erleidet Toby schwere Entwicklungsstörungen. Doch auch von anderen Familienmitgliedern wird ihm keine Liebe und Geborgenheit entgegengebracht. So wird er beispielsweise von seinem Vater bei einem Aufenthalt auf der philippinischen Insel Luzon dazu gezwungen, seine Mannbarkeit und den Eintritt in das Erwachsenenleben durch einen Bordellbesuch zu beweisen. Schon zu diesem Zeitpunkt kann er nur dann Genuss verspüren, wenn er seinem, ihm unterworfenen, Opfer Qualen bereitet. Toby Harteveld studiert Medizin und macht später Karriere an den Londoner Hospitälern UMDI und St. Dunstan. Aufgrund seiner Ausbildung und späteren Tätigkeit erwirbt er unter anderem auch anatomische Fertigkeiten beim Sezieren von Leichen. Nach dem Tod seiner Eltern, kann er das Aktienpaket ihrer pharmazeutischen Firma HCC Pl verkaufen und wird durch den erzielten Millionenerlös somit finanziell unabhängig. Nun kann er ungestört seinen Trieben nachgehen. Sein Treiben bleibt lange Zeit unbemerkt, da er ein ehrenwertes Mitglied der Londoner Gesellschaft ist. Außerdem ist er unauffällig und sehr vertrauenswürdig. Er veranstaltet private „Drogenparties“, um seine Opfer kennenzulernen und durch Verabreichen von Opium aus erlesendster Qualität gefügig zu machen. Dann setzt er ihnen einen „finalen Schuss“ in den Nacken, um sie zu töten. Die Mädchen, deren freier Wille durch jahrelangen Heroinmissbrauch nicht mehr vorhanden ist, tun alles freiwillig, was der Täter von ihnen verlangt, nur um „high“ zu werden. Nur Petra Specek, die Einzige, die nicht drogensüchtig war, wehrt sich heftig, so dass er sie erst nach einem Kampf und anschließender Fesselung töten kann. Die Leichen werden von ihm tagelang missbraucht, bis sie so stark verwest sind, dass er gezwungen ist, sie wie „Abfall“ zu entsorgen. Mittlerweile kommt es im Privatleben von Jack Cafferty zu einer Katastrophe.
Bei einer Hausparty, welche von seiner Verlobten Veronica veranstaltet wird, erscheint sein Nachbar Ivan Penderecki und wirft ihnen einen Haufen Knochen vor die Füße. Kurz vor der Party war es zu einem handfesten Streit mit einer Szene zwischen Jack und Veronica gekommen, als er ihr eröffnete, dass er sie nicht liebe. In der Zwischenzeit wird die Halbnigerianerin Peace Nbidi Jackson getötet. Später findet die Polizei sie in einem verwahrlosten Haus in einer Toilette, die mit Haarresten, Kondomen, Toilettenpapier und Exkrementen verstopft ist. Aus ermittlungstechnischen Gründen müssen die Ablaufrohre untersucht werden. Peace wird von Krisnhamurthi seziert. Unter anderem untersucht der Pathologe die unterschiedlichen Entwicklungsstadien der Sarcophagidae- und Diptera-Fliegenmaden, die sich in den Fleischwunden der Frau finden lassen. Toby Harteveld entzieht sich weiteren Nachforschungen durch die Polizei, indem er den Freitod wählt und von der London Bridge springt. Kurz nachdem die Ermittlungen abgeschlossen werden und sich die Spezialeinheit auslöst, wird ein weiteres Opfer gefunden, das auf die gleiche Weise wie vom „Vogelmann“ misshandelt wurde. Susan Lister wird vom Täter entführt, in einem Raum mit pornographischen Fotos gefangengehalten und schwer misshandelt. Er tötet sie nicht, sondern wirft die Frau kopfunter in eine Mülltonne, wo er sie ihrem Schicksal überlässt und ihren Tod billigend in Kauf nimmt. Sie kommt auf die Intensivstation, da ihr Leben durch den erlittenen Blutverlust und eine Blutvergiftung bedroht ist. Die Ärzte befürchten bei ihr akutes Lungen- und Nierenversagen. Es handelt sich dabei um Hartevelds Komplizen, welcher in Wahrheit die „Vogelmann“-Morde begangen hat.
Langsam verdichtet sich das Bild über die beiden Täter. Der verstorbene Harteveld war ein gebildeter Nekrophiler, was typischerweise nicht ins Profiler-Bild der Polizei passte. Seine perverse Neigung muss sich über den Lauf der Jahre entwickelt haben und etwa vor sieben Monaten zum Ausbruch gekommen sein. Beide Täter haben im Team zusammengearbeitet, wobei der nekrophile Täter 1 (Harteveld) die Tötung vollzog und Täter 2, welcher die Vorplanung übernommen hatte und die Mädchen durch „Gemini“ nach Crooms Hill fahren ließ, seine sadistischen Neigungen erst an den toten Opfern ausleben konnte. Täter 2, der sadistische Vergewaltiger nimmt Dekoration, Perücke und Make-up an den Opfern vor. Er steckt ihnen lebendige Vögel, Zebrafinken, in den Brustkorb, um so ihren Herzschlag zu simulieren. Jetzt ist Täter 1 tot und Täter 2 übernimmt die aktive Rolle. Täter 2 ist davon überzeugt, auf Frauen zornig sein zu dürfen und an ihnen Rache zu üben. Es handelt sich um den äußerst unattraktiven und fettleibigen Malcolm Bliss, einen Wachmann des UMDS-Hospitals. Bliss leidet unter einem starken Triebempfinden und ist sexsüchtig. Seine bisherigen Erfahrungen hatte er nur mit Prostituierten gemacht. Bei einer Begegnung mit Harteveld entdeckten beide ihre Seelenverwandtschaft. Bliss war zunächst ein Serienvergewaltiger, der eine Reihe von Anhalterinnen auf Parkplätzen und in Wäldern vergewaltigt hatte. Joni Marsh wollte er ebenfalls vergewaltigen, empfand dann jedoch Zuneigung für die betrunkene Frau und fuhr sie nach Hause. Daraus entwickelte sich bei Bliss eine Besessenheit für Joni.
Harteveld und Bliss entschließen sich, von nun an zusammenzuarbeiten. Harteveld als „Herr“ und Bliss als sein devoter Gehilfe. Bliss sucht das „Dog and Bell“ auf und späht im Pub auf seine unauffällig Art und Weise Mädchen aus. Die Wahl fällt zumeist auf Mädchen mit den schwächsten Bindungen, die schwer drogenabhängig sind und daher von ihrer Familie nicht mehr gesucht werden. Er spendiert ihnen Drinks und hört sich unter Vorspiegelung von Anteilnahme ihre Probleme an. Wenn sie benommen genug sind, schickt er sie mit Aussicht auf freien Drogenkonsum auf Hartevelds „Privatparties“, wo sie anschließend ermordet werden. Mit der Zeit entwickelt Bliss eine Abneigung gegen ihren Modus Operandi, da Harteveld stets der Erste ist, welcher die Leichen sexuell missbrauchen darf. Um den Ekel gegen die bereits erfolgte Benutzung zu überwinden, wäscht er die toten Frauen mit Kernseife aus, um anschließend seine Bedürfnisse an ihnen verrichten zu können. Die Leichen sollen in seiner Phantasie das Objekt seiner Begierde, Joni Marsh, darstellen, deren Konterfei seine gesamte Wohnung ziert. Die Leichen werden tiefgefroren, je nach Verlangen wieder aufgetaut, für sexuelle Handlungen benutzt, ihr Make-up aufgefrischt und mit einer Perücke ausgestattet, die an Jonis Haare erinnert. Bliss fühlt sich dadurch erregt und masturbiert auf die toten Frauen, bei denen die Leichenstarre längst eingesetzt hat. Große Brüste erinnern ihn an Jonis Brust-OP und lösen bei ihm immer noch starke Aggressionen aus. Während dieser Wutanfälle bespuckt und schlägt er die Leichen. Jetzt ist Harteveld tot und er kann endlich seine Rolle übernehmen. Bliss will seinen Geburtstag zusammen mit Joni feiern und lädt die erneut betrunkene Frau in seine Wohnung, 34A Brazil Street in Lewisham (London), ein. Sie geht darauf ein, setzt sich aber bei seinen Annäherungsversuchen vehement zur Wehr. Es kommt zu einem Handgemenge, bei dem Joni überwältigt, gefesselt und gefangen genommen wird. In einer amateurhaften Operation entfernt er ihre Silikonbrüste. Währenddessen hat Jack im Hausflur ihrer Wohnung rabiaten Sex mit Becky, dessen Heftigkeit ihn selbst erschreckt. Die beiden verbringen die Nacht zusammen. Während er am nächsten Morgen die Ermittlungen nach dem eigentlichen „Vogelmann“ wieder aufnimmt, macht sie sich auf die Suche nach ihrer verschwundenen Freundin. Die Spur führt sie in die völlig verwahrloste Wohnung von Bliss, wo er auch sie überwältigen kann. Bliss, der schon immer Hassgefühle gegenüber Rebecca als Nebenbuhlerin seiner Angebeteten in sich trug, will ihr mit einer Elektrosäge die Klitoris abtrennen.
Becky besaß in der Zeit, als sie noch auf den Strich ging, den Beinamen „Pinky“ als Anspielung auf ihre Klitoris. Er will beide Frauen in Wildacre Cottage, einem Bungalow östlich von Dartford/Kent, der damals seiner Mutter gehört hatte, töten. Caffreys Polizeiteam dringt in die Wohnung von Bliss ein und entdeckt dort eine Unzahl von an die Decke gehängten Bildern mit kinderpornographischen und Snuff-Motiven. Außerdem Chirurgenkittel, Skalpelle, Polaroidfotos von Craw, Wilcox, Hatch, Spacek und Lister, Blutspritzer im Schlafzimmer, außerdem eine Reihe von toten Zebrafinken. Im Wildacre Cottage bereitet Bliss auf perverse Art und Weise seinen Geburtstag mit Girlanden und Luftballons vor. Joni ist mittlerweile verblutet und die schwer misshandelte Becky bereitet sich innerlich auf ihren Tod vor, als eine Luftunterstützungseinheit der Polizei das Gelände stürmt. Bliss beschließt, nicht kampflos aus dem Leben zu scheiden und flieht mit seiner Elektrosäge. Auf seiner Flucht kann er damit mehrere Polizeibeamte schwer verletzen. Jack verfolgt Bliss durch den Wald und wird Zeuge, wie er in einem Drahtzaun hängenbleibt. Dort tötet er den Peiniger seiner Freundin Becky. Er beschließt, dies als Unfall aussehen zu lassen. Becky überlebt ihre Torturen. Jack findet heraus, dass sein Nachbar Ivan Penderecki damals mit dem Verschwinden und dem Tod seines Bruders Ewan zu tun hatte.

## Figuren
- Jack Caffery: Detective Inspector Caffery ist ein 30 Jahre alter, aus Liverpool stammender Polizist. Mit der neuen Generation seines Dezernates hat er Probleme, da er sie für jünger, fitter und härter hält. Auch privat hat er als stark ambivalente Persönlichkeit einige Schwierigkeiten. Seine Jugend ist überschattet vom rätselhaften Verschwinden seines Bruders Ewan. Er trinkt übermäßig schottischen Whisky der Marke Glenmorangie und hat Beziehungsprobleme mit seiner Verlobten Veronica, die in einer hässlichen und gewalttätigen Szene ihren Höhepunkt findet.
- Rebecca, genannt Becky: ehemalige Prostituierte, die ihrer trostlosen Jugend entkam und jetzt ihre Bestimmung in der Kunst sucht. Becky hat eine Affäre mit Jack.
- Toby Harteveld: der triebgestörte Mörder, dessen Inneres hochgradig zerrissen ist. Selbst Opfer einer lieblosen und gewalttätigen Kindheit, die seine gestörten Neigungen später zum Ausbruch bringen. Nach außen hin ist Harteveld eine von allen geschätzte Respektsperson.
- Malcolm Bliss: Hartevelds Handlanger. Eine unauffällige Person, die vom anderen Geschlecht nicht weiter beachtet wird. Sein freudloses Schattensein endet mit dem Selbstmord seines Herren. Bliss kann jetzt selbstständig lebendige Opfer jagen und beschließt, als alles aussichtslos erscheint, seinem Leben mit einem Paukenschlag ein Ende zu bereiten.
- Ivan Penderecki: der unheimliche Nachbar. Erst gegen Ende des Buches kommt heraus, dass er mit dem Verschwinden von Jacks Bruder Ewan etwas zu tun hat.

## Sprachstil
„North Greenwich, Ende Mai. Es war drei Stunden vor Sonnenaufgang, und der Fluß wirkte verlassen. Dunkle Kähne zerrten flußaufwärts an ihrer Vertäuung, und eine Flutwelle hob sanft kleine Schaluppen aus dem Schlamm, in dem sie ruhten. Nebel stieg vom Wasser auf und zog landeinwärts, an unbeleuchteten Läden mit Schiffszubehör vorbei, über den verlassenen Millennium Dome, über einsames Ödland und seltsame Mondlandschaften hinweg – bis er sich schließlich nach einer halben Meile im Inland zwischen dem geisterhaften Räderwerk eines halb aufgegebenen Betonwerks niederließ. “

Die auktoriale Erzählung ist im Imperfekt verfasst und enthält einige unerwartete Wendungen, die in die Irre führen. Mo Hayder lässt den Leser unter anderem an der Gedankenwelt und den Handlungen des Triebsmörders teilhaben und macht ihn damit teilweise zum Komplizen.

## Rezensionen
Michael Drewniok schreibt in seiner Rezension auf Krimi-Couch von einer interessanten Figurenentwicklung, wobei Mo Hayder es versteht, deren privaten Probleme zu einem interessanten Charakterbild werden zu lassen. Geradezu genial sei der Einfall, dass der Täter lange Zeit als Nachbar von Jacks Bruder lebte. Die im Roman behandelte Tabu-Thematik “Nekrophilie” hingegen, stünde bei einigen möglicherweise hart an der Grenze zur Geschmacklosigkeit. Besonders die Folterszenen mit ihrer ungekünstelten Brutalität, in denen der Todeskampf der Frauen minuziös beschrieben wird, lösen bei verschiedenen Kritikern Empörung aus. Der Spiegel berichtet von einer “in Gewalt schwelgenden Story über eine Serie von Prostituiertenmorden”, deren explizite Darstellung von Gewalt, Folter, Verstümmelung und Leichenschändung eine neue Dimension in der angelsächsischen Kriminalliteratur darstellt.
Thematik des Thrillers sind unter anderem menschliche Abgründe und die Fähigkeit, bestimmte, unvorstellbare Grausamkeiten zu begehen. Der Spannungsbogen wird mit unerwarteten Wendungen stets hoch gehalten.

## Ausgaben
- Mo Hayder: Der Vogelmann – Der 1. Fall für Jack Caffery. Goldmann-Verlag 2002 (Originaltitel: “Birdman”, übersetzt von Angelika Felenda), ISBN 978-3-442-45173-9.
- Mo Hayder: Der Vogelmann, 2000, Hörbuch, BMG Wort Köln, gelesen von Dietmar Bär, gekürzt 4 CDs 273 Min., ISBN 978-3-89830-120-6.